# Гробарски треш романтизам
Гробарски треш романтизам, или скраћено ГТР, фанзин је који се на сатиричан и пародичан начин бави темама из домена културе, уметности и књижевности, којима приступа из угла навијача и симпатизера Југословенског спортског друштва „Партизан“ из Београда. Цео пројекат је настао спонтано, прво као страница на друштвеној мрежи Фејсбук, да би у децембру 2012. године из штампе изашао и први број фанзина. Пројекат ГТР је временом проширио активности на уличну уметност, издаваштво, организацију изложби, концерата, позоришних представа, а снимио је и један музички албум у целини посвећен Партизану из Београда.

## Настанак
У септембру 2012. године покренута је Фејсбук страница на којој су се налазили препеви песама познатих стваралаца романтичарског периода: Едгара Алана Поа, Владислава Петковића Диса, Лазе Костића и других, у којима се величао београдски „Партизан“. Страницу је покренула група ентузијаста, навијача Партизана и љубитеља поезије, лепих уметности и филозофије, које су поред уметника инспирисали и Џорџ Орвел, Момчило Вукотић, Коча Поповић, Саша Илић, Ратко Вујовић Чоче, Драган Манце и Отмар Креачић Култура. На самој страници су, поред препева познатих песама, почели да постављају и прерађена ликовна дела и реинтепретиране филозофске есеје, контекстуализоване кроз „Партизан“ и његове навијаче, Гробаре.

## Одјек
Убрзо по настанку, страница је стекла одређену популарност међу навијачима Партизана, тако да је сваки нови унос на страницу испратило неколико стотина корисника друштвене мреже Фејсбук. ГТР је обрађивао различите теме које су се тицале живота везаног уз Партизан, од оних тривијалних, попут питања хигијене на Стадиону ЈНА, до оних већих, као што је однос према вољеном клубу, његовој прошлости и садашњости. Посебан, увек актуелан и веома пропраћен сегмент се односио и на Партизановог највећег ривала, Црвену звезду и њене навијаче. Пројекат ГТР је заинтетресовао и људе ван спортских и навијачких токова, међу њима и значајан број људи из света уметности. Срђан Ћешић, познати српски сатиричар, је написао да је „ГТР најважнији феномен на друштвеној мрежи Фејсбук од настанка до нестанка“.

## Фанзин
Увидевши да је симпатизерска база странице достигла чак неколико хиљада људи, уредници странице су пожелели да ревитализују стару праксу објављивања навијачких фанзина, која је била изузетно популарана у навијачкој поткултури у ранијем периоду, током 80-их и 90-их година 20. века. Први број фанзина се појавио у продаји у децембру 2012. године. Пун назив фанзина је Гробарски треш романтизам: часопис за уметност и филозофију, изашао је на 28 страна у црно-белој боји. Ограђујући се од било какве евентуалне повезаности са званичним клупским структурама, навијачким групама или са самом реалношћу, у уводној речи уредништва стоји:
„ГТР је ослобођен окова очекиваног исказивања наклоности ПФК-у. ГТР, окренут прошлости, носи њен пртљаг, чекајући повољан тренутак да се распакује. Разни су догађаји утицали да се гробарски треш романтизам јави као општи некултурни покрет: пад Наполеона, поделе, нови стадион, црно беле столице и Кежманове очи. Ништа што је обећано није испуњено, нису остварени идеали те је уследило разочарење. Иако је романтизам настао много пре Партизана, он се јавио као реакција на Партизан јер је историја релативна и ништа није тако као што изгледа. Целокупна филозофија романтизма је у суштини уметничка експресија Партизана као идеје и појаве. Иако наизглед спортско друштво (Југословенско!), Партизан је много више од тога. То су знали песници, сликари и композитори романтизма. Човек жели побећи од круте стварности, одбацује разум, препушта се машти, лудилу и Партизану. Као и књижевници, њихови су ликови несретни, несхваћени, сувишни људи који смисао живота траже у природи и осећајима љубави према овом клубу.“
У овом надреално-неоромантичарско-навијачком фанзину су објављене мисли Фридриха Ничеа, Чарлса Буковског, Хорхе Луиса Борхеса, Сергеја Јесењина, Јована Јовановића Змаја, као и кратак разговор са Фрањом Туђманом. Као сарадници фанзина појављују се и др Звездан С. Удбашевић, врсни познавалац историје „Црвене звезде“ и безбедносних структура и Чемпи, жовијални и несхваћени младић, ватрени навијач „Партизана“.
Пошто је први број фанзина Гробарски треш романтизам изазвао позитивне реакције, уредништво је одлучило да што је пре могуће заврши и други број. База сарадника је проширена и из мора квалитетних приложених текстова је извршена ригорозна селекција. У фебруару 2013. године је из штампе изашао и други број, овог пута садржински и графички много богатији, на укупно 60 страна.
Закључно са мартом 2019. године одштампано је 12 издања фанзина / часописа ГТР - укључујући и специјално издање на новинском рото-папиру.

## Остали ГТР пројекти
Највидљивији и најпопуларнији вид ГТР ангажмана је израда уметничких мурала на оронулим градским фасадама.  Више десетина дела уличне уметности, на којима су приказани знаменити навијачи, поштоваоци и чланови ЈСД Партизан, привукле су пажњу туриста, медија, љубитеља спорта и уметности широм света.  Средином јануара 2018. један број ових мурала је вандализован, али је после снажне реакције јавности и Партизанових навијача, извршена њихова комплетна обнова.
ГТР је своју прву самосталну изложбу треш-илустрација и уметничких инсталација, организовао у новембру 2013. у галерији "Зечевић" на Дорћолу.
5. марта 2015. у Установи културе Пароброд, у продукцији ГТР, премијерно је приказана позоришна представа "Кадињача", режисерке Јане Маричић.
4.октобра 2015. ГТР је организовао алтернативну прославу Партизановог 70. рођендана, пригодну изложбу фотографија и колажа и више трибина.
20. априла 2016. ГТР је у сарадњи са дизајнером Иваном Голубовићем, у оквиру  28. Fashion Selection у београдском хотелу Crownе Plaza, организовао прву навијачку модну ревију, под називом  "Van_Goool", инспирисану панк покретом и црно-белим бојама.
11. маја 2016. ГТР је у Галерији "Штаб" организовао уметнички програм обележавања 50 година од финалне утакмице КЕШ, између Партизана и Реал Мадрида.
Oктобра 2018. ГТР је учествовао у организацији изложбе "Најлепша је боја црно-бела" и истовремено је представио музички пројекат "Апсолутно Треш Романтично".  На албуму "Необјашњива арома" је објављено 9 нових навијачких песама, које су снимили музичари - навијачи Партизана из различитих локалних андерграунд бендова.

## Утицај
Гробарски треш романтизам је један од зачетника креативне експресије навијачког опредељења, која се може, макар код навијача Партизана, као појава пратити од средине 2012. године. У том периоду покренуто је неколико занимљивих пројеката, пре свих фанзина (Партизан изнад свих, Јусуф Мехмедовски и 4. X 1945.) али је и снимљен музички албум са песмама навијача Партизана који је објавила Група ЈНА. Као последица сатиричног оживљавања маскота из давне прошлости фудбалског клуба (Чемпи и Суперфунд Крава) од стране ГТР-а, које су стекле велику популарност аудиторијума, фудбалски клуб Партизан је у априлу 2013. године поново представио Чемпија као званичну клупску маскоту.